# تاج الدولة
إن تاج الدولة هو تاج العمل الذي يرتديه لعاهل في مناسبات متكررة مثل الافتتاح الرسمي للبرلمان، على عكس تاج التتويج الذي يتوجون به رسميًا.
ومع ذلك، يمكن استخدام بعض تيجان الدولة خلال أجزاء من حفل التتويج. وفي حالات منفصلة، يختار الملوك الفرديون في بعض الأحيان استخدام تاج دولتهم بدلاً من تاج التتويج الرسمي للتويج، ولكن تلك الحالات كانت استثنائية وليس القاعدة.
بعض البلدان التي لم يكن بها تتويج احتفالي كانت تمتلك فقط تيجان الدولة أو كما هو الحال في بلجيكا.

## تيجان الدولة البريطانية

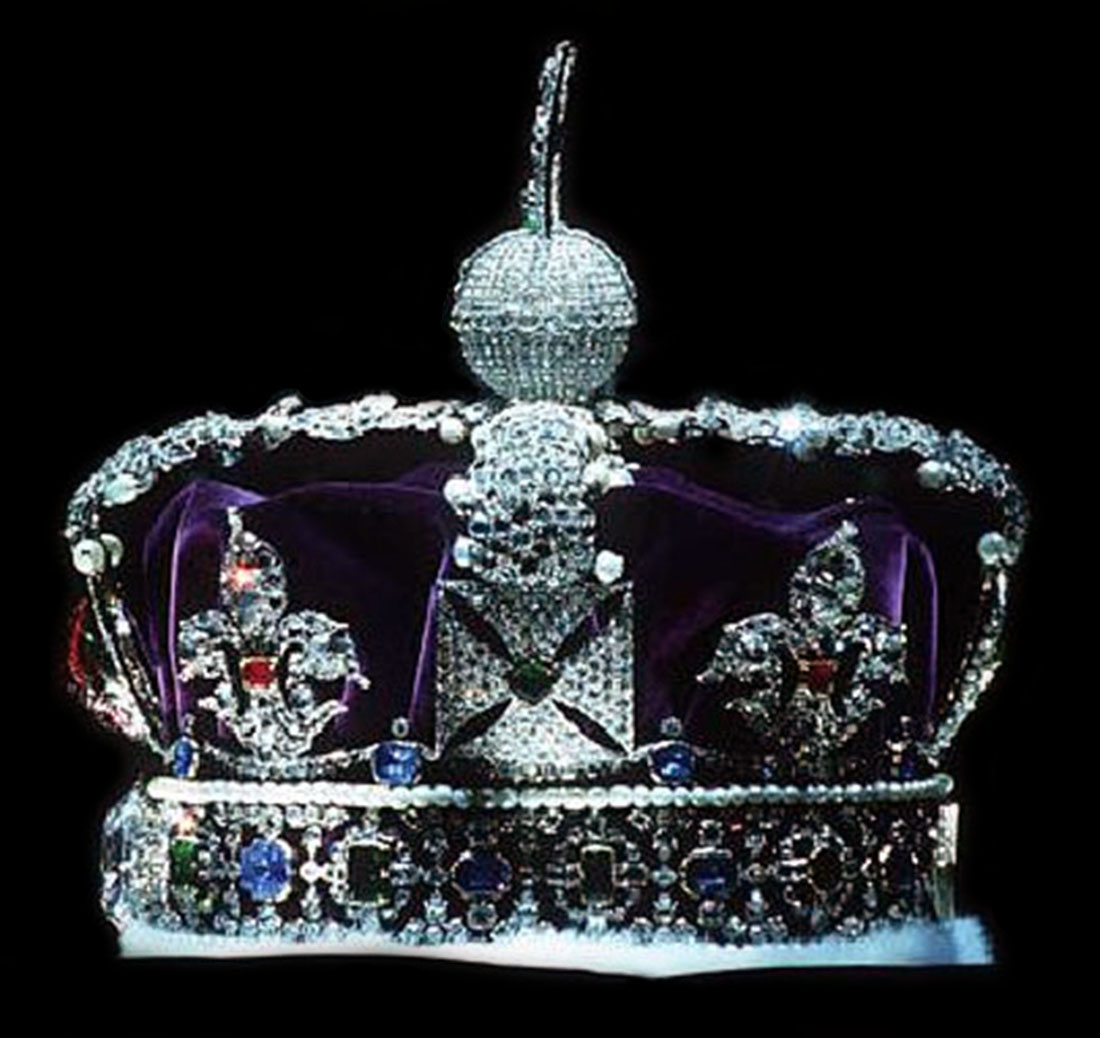
تاج الدولة الإمبريالية البريطانية

إن مصطلح تاج الدولة كان يُستخدم بشكل خاص في مملكة إنجلترا وخليفتها مملكة بريطانيا العظمى لوصف تيجان الملكين تشارلز الثاني وجورج الأول التي كان يتم ارتداؤها في مناسبات مثل الافتتاح الرسمي للبرلمان. وبينما لم يعد تاج تشارلز موجودًا، ظل الاحتفاظ بإطار أقل ترصيعًا بالجواهر لتاج الدولة للملك جورج الأول بين جواهر التاج البريطاني.
ولأنه كان يتم استخدامها كثيرًا، على عكس تاج التتويج الذي كان يتم ارتداؤه عادة مرة واحدة خلال كل عهد، كان يتم استبدالها مرارًا وتكرارًا بسبب إهلاكها من كثرة الاستعمال.
بسبب قدمه واهترائه، تم استبدال تاج الدولة لجورج الأول عام 1838، وكان التاج البديل الجديد يُسمى تاج الملكة إليزابيث (تاج الدولة الإمبريالية) وكان استبداله عام 1937. لا تشير الصفة «إمبريالية» إلى أن الملوك البريطانيين كانوا أباطرة، حتى لو كانوا rex in regno suo est imperator (الملك في مملكته هو الإمبراطور) ولكن في التقاليد الأوروبية في القرون الوسطى كانت التيجان ذات الأقواس تسمى إمبريالية.